# Biệt đội thần tốc
Sudden Attack (Korean: 서든어택) là một trò chơi trực tuyến bắn súng góc nhìn thứ nhất nhiều người chơi được phát triển bởi công ty Hàn Quốc GameHi (nay là NEXON GT) và được phát hành bởi Nexon.

## Phát triển
Tháng 8 năm 2005, Sudden Attack đã lần đầu tiên đến với game thủ Hàn Quốc(bản Open Beta). Vào tháng 1 năm 2006, giải đấu Sudden Attack lần đầu tiên được tổ chức tại Hàn Quốc giữa các đội, đó là giải First Clan 2006. Đến tháng 3 năm 2006, Sudden Attack đã có tới 90.000 người chơi, và đến tháng 5 năm 2006 là 110.000 người chơi. Và một sự kiện nổi bật là vào tháng 7 năm 2006, Sudden Attack đã được hiệp hội eSports Hàn Quốc công nhận, Sudden Attack nhanh chóng trở thành game online số một Hàn Quốc. Cũng vào thời gian này, giải đấu Sudden Attack chuyên nghiệp đầu tiên đã được tổ chức, đó là giải League(liên đoàn).
Với sự thành công đó, Sudden Attack nhanh chóng vươn ra ngoài lãnh thổ Hàn Quốc. Tháng 9 năm 2006, Sudden Attack chính thức bước vào thị trường Trung Quốc. Đến tháng 5 năm 2007, đã có 250.000 game thủ Trung Quốc tham gia kết nối. Không dừng lại ở đó, tháng 7 năm 2007, bản Open Beta chính thức ra mắt ở Nhật Bản.
Năm 2008 được đánh dấu như năm mà Sudden Attack bứt phá mạnh mẽ, len lỏi vào các thị trường khác ở Châu Á như một quả bom tấn, đặc biệt là ở thị trường Đông Nam Á. Tháng 1 năm 2008, Sudden Attack đồng thời xuất hiện ở 5 nước Đông Nam Á là Việt Nam, Thái Lan, Singapore, Malaysia và Brunei. Đến tháng 3 năm 2008, Sudden Attack được Vinagame mua bản quyền và phát hành độc quyền tại Việt Nam dưới tên gọi: Biệt đội thần tốc.
Cuối năm 2010, Biệt đội thần tốc buộc phải ngừng hoạt động ở Việt Nam vì nhiều nguyên nhân.